# Lente de contacto biónica

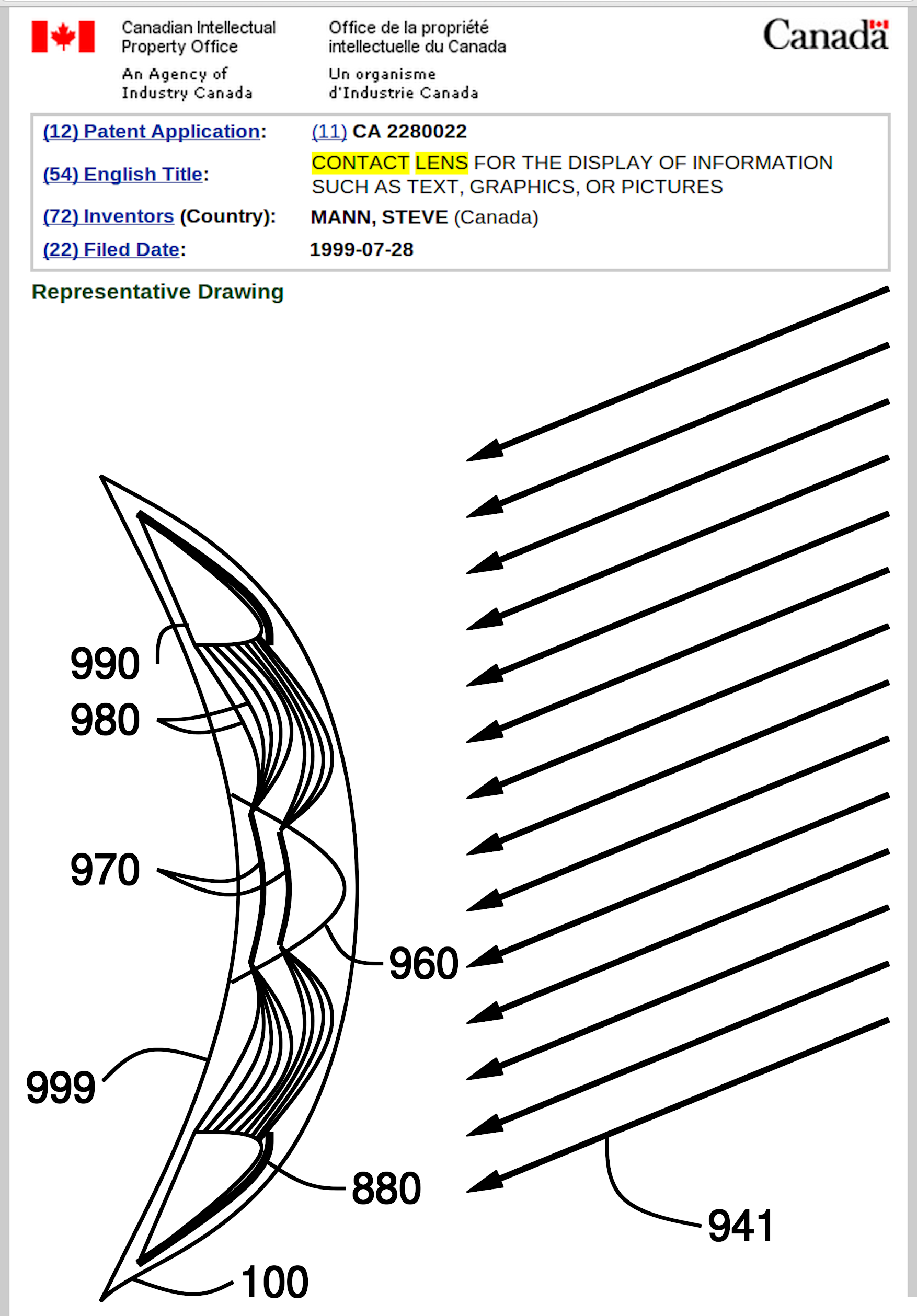
Primera realización de un lente de contacto, solicitud de patente canadiense 2280022, 28 de julio de 1999

Las lentes de contacto biónicas están siendo desarrolladas con el objetivo de proporcionar una interfaz de realidad virtual que podría tener una variedad de usos, desde asistir a personas con afecciones visuales hasta formar parte de la industria de los videojuegos. El dispositivo tendrá la forma de una lente de contacto convencional con realidad aumentada, implementada con tecnología biónica, con circuitos electrónicos funcionales y luz infrarroja para crear una imagen virtual. Babak Parviz, un profesor asistente de ingeniería eléctrica de la Universidad de Washington ha expresado “Viendo a través de una lente terminada, se podría ver la imagen que la lente está generando sobrepuesta en el mundo exterior.”

## Manufactura
Hay ciertos requerimientos técnicos que los ingenieros deben cumplir a fin de desarrollar lentes biónicas seguras. Primero, la energía debe ser suministrada vía medios inalámbricos. Después, las lentes biónicas deben ser bio-compatibles. Este requerimiento reta a los ingenieros, limitando su elección de materiales e imponiendo un estándar regulatorio al utilizar la radiación radiofrecuencia, implementándola de modo que no cause daño al usuario. Luego, los componentes a microescala deben estar mecánica y eléctricamente integrados en un polímero sustrato. Finalmente, todas estas operaciones deben ser completadas dentro del volumen estándar de una lente de contacto, siendo esta de un centímetro cuadrado en área con un grosor de 200 μm o menos.

## Modo de operación
Una antena en la lente capta una radiofrecuencia. El circuito integrado transforma y almacena esta energía. Unos microchips se encargan de recolectar esta energía y la convierte en el voltaje necesario para encender una luz led. Esta luz crea una imagen, y a través de lentes de Fresnel la imagen es proyectada en la retina.

## Componentes

### Antena
La función principal de la antena es captar la energía de radiofrecuencia transmitida por una fuente externa. El diseño de la antena está más orientado a los obstáculos físicos que a la eficiencia de esta. Ya que la antena debe caber en el lente y ser fisiológicamente compatible con el ojo, una antena con 5 mm de radio, 0.5 mm de ancho y 5.0μm de grosor fue diseñada para captar energía de radiofrecuencia.[cita requerida] El diseño de la antena es el determinante principal de la cantidad de energía que la lente tendrá disponible. Con el diseño actual, esta cantidad es limitada. Mientras la distancia entre la lente de contacto y la antena transmisora sea menos, más energía estará disponible debido a interacciones de campo cercano.

### Circuito integrado
Los circuitos tienen un grosor de pocos nanómetros, y son utilizados para captar energía y controlar los ledes.[cita requerida]

### Técnica de autoensamblaje
El autoensamblaje es una técnica de microfabricación que es ampliamente ocupada cuando hay sustratos delicados y la fabricación a microescala es necesaria. En la producción de lentes biónicas, se utiliza para posicionar el circuito eléctrico correctamente. De principio, los componentes eléctricos son esparcidos sobre una lámina de plástico flexible. La forma de cada pequeño componente determina el lugar donde puede estar adherido. Las fuerzas capilares completan el trabajo, posicionado cada componente en su lugar.

### Microchip
El microchip recolecta la energía y la transforma en el voltaje necesario para encender la luz led. El prototipo actual consiste de un microchip transparente hecho de zafiro, que contiene un diodo personalizado que emite microluz con una emisión máxima de 475 nm.[cita requerida]

### Luz led
Los ledes son la tecnología base detrás de las lentes biónicas, ya que forman imágenes frente al ojo, sea en la forma de palabras, gráficas, o fotografías. Actualmente los microchips led miden 300 manómetros de diámetro, mientras que la zona que emite luz en cada microchip es solo un anillo de 60 nanómetros de ancho con un radio de 112 nanómetros. Los diodos emisores de luz miden un tercio de milímetro. Mientras que ledes rojos fueron utilizados en el desarrollo de un prototipo, actualmente se prefiere el uso de ledes azules, ya que proporcionan un display de colores más completo. El nitruro de galio y sus aleaciones se utilizan principalmente debido a su no-toxicidad, eficiencia y longitud de onda. Un diseño de microledes con una intensidad de aproximadamente 475 nm es adecuado para iluminar la retina.[cita requerida]

### Lentes de Fresnel
La distancia mínima focal del ojo humano no permite a las imágenes generadas por los ledes llegar a la retina desde la lente biónica. Aunque el ojo humano tiene una distancia mínima focal de varios centímetros, no es capaz de objetos en una lente. Las microlentes proveen una solución. Una microlente es una lente con un diámetro de 10 micrómetros. Esta puede ser fabricada sobre un plástico sustrato. Estas lentes tienen propiedades de difracción y reflexión y diferentes distancias focales. Estas características pueden ser usadas para enfrentar ciertos retos de diseño. Las lentes de Fresnel son una parte fundamental del diseño de las lentes biónicas, pues resuelven el problema del enfoque de una imagen en la retina. Existen tipos de microlentes con distintas propiedades de enfoque. Pueden ser fácilmente fabricadas en sustratos y pueden ser estructuradas para tener una distancia focal corta. La salida del led es exitosamente reflejada en la retina en este lente de contacto inalámbrico de un solo pixel.[cita requerida]

### Polímero sustrato con interconexiones eléctricas
La lente por sí misma contiene tereftalato de polietileno (PET). Este material es óptimo para lentes biónicas específicamente debido a su buena resistencia química, estabilidad térmica durante la fotolitografía y transparencia. La antena, interconexiones eléctricas, insolación eléctrica y bases para el recubrimiento de soldadura son manufacturados directamente sobre la lente de contacto.[cita requerida]

## Desarrollo
Harvey Ho, un exalumno de posgrado de Parviz, quien trabajó en el Laboratorio Nacional Sandia en Livermore California presentó los resultados en enero de 2008 en la conferencia internacional sobre Sistemas microelectromecánicos (o microbótica en el Instituto de Ingeniería Eléctrica y Electrónica en Tucson, Arizona). Se espera que la lente cuente con mejor electrónica y capacidades en las áreas donde el ojo no puede ver. En desarrollos futuros se espera contar con comunicación inalámbrica, transmisión por radiofrecuencia y celdas solares.

## Prototipo y pruebas
En 2011, fue creado y probado un prototipo funcional con una antena inalámbrica y una pantalla de un pixel.
Prototipos anteriores probaron que es posible crear una lente electrónica que sea biológicamente segura y que no obstruya la vista de una persona. Se han probado las lentes terminadas en conejos por más de 20 minutos y los animales no sufrieron ningún problema.